# Парламентское большинство
Парламентское большинство — ситуация, при которой политической партии или фракции принадлежит большинство мест в парламенте, что позволяет ей оказывать непосредственное воздействие на принятие решений этого органа. В целом, такую ситуацию следует рассматривать, как негативное социо-политическое явление, особенно в тех случаях, когда такая партия прямо или косвенно принадлежит главе исполнительной власти или, как минимум, связана с ним.
Парламентское большинство может быть абсолютным, когда партия (или парламентский блок) занимает более половины мест в парламенте, или относительным, когда ей принадлежит наибольшее количество мест по сравнению с другими партиями. С одной стороны, такая правящая партия и партия власти обычно определяет состав руководящих органов в парламенте и, в ряде политических систем, в правительстве. С другой стороны, оппозиции обычно предоставляются различные политические права, в частности обращение в конституционный суд или другие.
Наличие или отсутствие парламентского большинства при многопартийной системе означает наличие или отсутствие в такой системе доминирующей партии.
В зависимости от принадлежности или не принадлежности парламентского большинства и президента одной политической силе в полупрезидентских республиках они могут становиться президентскими или парламентскими.
В Англии во второй половине 19 века состав правительства (главы министерств) определялся лидером парламентского большинства, которым долгое время становились то консервативная партия (тори), то либеральная (виги).